# Жуніор Маланда
Бернар Маланда-Адже (фр. Bernard Malanda-Adje), більше відомий як Жуніор Маланда (фр. Junior Malanda, нар. 28 серпня 1994, Брюссель, Бельгія — пом. 10 січня 2015, Порта-Вестфаліка, Німеччина) — бельгійський футболіст, опорний півзахисник, відомий виступами за німецький «Вольфсбург», бельгійський «Зюлте-Варегем» та молодіжну збірну Бельгії. Загинув у ДТП.

## Життєпис
На юнацькому рівні Жуніор Маланда займався у системі бельгійських «Брюсселя» та «Андерлехта», а 1 липня 2007 року перейшов до академії французького «Лілля». З 2009 року почав викликатися до юнацьких збірних Бельгії різних вікових категорій. У Франції Жуніор виступав переважно за юнацькі та резервні команду, після чого вирішив повернутися на Батьківщину та пристати на пропозицію клубу «Зюлте-Варегем». Сума трансфера склала 150 тис. євро і вже 5 серпня 2012 року Маланда дебютував у Лізі Жупіле в поєдинку проти «Гента». Загалом же у складі клубу він провів 65 матчів, відзначившись 8 забитими м'ячами та 5 результативними передачами.
31 липня 2013 року Жуніор Маланда підписав угоду з німецьким «Вольфсбургом», що виклав за нього близько 4 мільйонів євро. Незважаючи на це, футболіста було одразу ж віддано в оренду до «Зюлте-Варегем» задля здобуття стабільної ігрової практики.
У складі «Вольфсбурга» дебютував 8 лютого 2014 року в поєдинку проти «Майнца», а 25 березня того ж року відзначився першим забитим у новій команді м'ячем, вразивши ворота бременського «Вердера».
10 січня 2015 року, приблизно о 15:35 зі місцевим часом, Жуніор Маланда їхав на задньому сидінні позашляховика «VW Touareg» поблизу німецького міста Порта-Вестфаліка. Через зливу та сильні пориви вітру водій автомобіля не впорався з керуванням і машина вилетіла за межі траси, врізавшись у дерево на узбіччі. Маланду катапультувало із заднього сидіння авто і, за словами поліції, смерть настала миттєво. Двох інших пасажирів було госпіталізовано з серйозними травмами.

## Досягнення
- Срібний призер чемпіонату Бельгії (1): 2012/13
- Фіналіст Кубка Бельгії (1): 2013/14

## Статистика виступів
| Сезон                    | Команда                  | Чемпіонат                | Чемпіонат | Чемпіонат | Кубок | Кубок | Кубок | Єврокубки | Єврокубки | Єврокубки | Інші кубки | Інші кубки | Інші кубки | Всього | Всього |
| Сезон                    | Команда                  | Змаг.                    | Матчі     | Голи      | Змаг. | Матчі | Голи  | Змаг.     | Матчі     | Голи      | Змаг.      | Матчі      | Голи       | Матчі  | Голи   |
| ------------------------ | ------------------------ | ------------------------ | --------- | --------- | ----- | ----- | ----- | --------- | --------- | --------- | ---------- | ---------- | ---------- | ------ | ------ |
| 2012—2013                | «Зюлте-Варегем»          | ЖЛ                       | 34        | 3         | КБ    | 4     | 0     | —         | —         | —         | —          | —          | —          | 38     | 3      |
| 2013—2014                | «Зюлте-Варегем»          | ЖЛ                       | 17        | 3         | КБ    | 1     | 0     | ЛЧ+ЛЄ     | 1+8       | 0+2       | —          | —          | —          | 27     | 5      |
| Всього в «Зюлте-Варегем» | Всього в «Зюлте-Варегем» | Всього в «Зюлте-Варегем» | 51        | 6         |       | 5     | 0     |           | 9         | 2         |            | 0          | 0          | 65     | 8      |
| 2013—2014                | «Вольфсбург»             | БЛ                       | 7         | 2         | КН    | 1     | 0     | —         | —         | —         | —          | —          | —          | 8      | 2      |
| 2014—2015                | «Вольфсбург»             | БЛ                       | 10        | 0         | КН    | 2     | 0     | ЛЄ        | 3         | 0         | —          | —          | —          | 15     | 0      |
| Всього в «Вольфсбурзі»   | Всього в «Вольфсбурзі»   | Всього в «Вольфсбурзі»   | 17        | 2         |       | 3     | 0     |           | 3         | 0         |            | 0          | 0          | 23     | 2      |
| Всього за кар'єру        | Всього за кар'єру        | Всього за кар'єру        | 68        | 8         |       | 8     | 0     |           | 12        | 2         |            | 0          | 0          | 88     | 10     |